# Saint-Quentin-au-Bosc

Saint-Quentin-au-Bosc este o comună în departamentul Seine-Maritime, Franța. În 1 ianuarie 2018 avea o populație de 108 de locuitori.